# ماريون بيتر
ماريون بيتر (بالإنجليزية: Marion Angus)‏ (27 مارس 1865، سندرلاند في المملكة المتحدة - 18 أغسطس 1946 في المملكة المتحدة)؛ كاتِبة وشاعرة بريطانية.

## روابط خارجية
- ماريون بيتر على موقع ميوزك برينز (الإنجليزية)